# Красимир Добрев (полицай)
Красимир Гаврилов Добрев е български полицай, старши комисар, директор на Дирекция „Жандармерия“.

## Биография
Роден е на 3 ноември 1962 г. в кюстендилското село Горна Козница. През август 1985 г. влиза в системата на МВР. В периода 1985 – 1992 г. е последователно командир на взвод и старши полицейски командир в Комитета за телевизия и радио към СДВР. Между 1992 и 1997 г. е инспектор и старши инспектор в сектор „Контролно методически“ към СДВР. През 1996 г. завършва противодействие на престъпността и опазване на обществения ред в Академията на МВР. От 1997 до 1998 г. е началник на сектор в Специализирано полицейско отделение. Между юли 1998 и юли 2000 г. е началник на сектор „БНТ-БНР“ към СДВР. След това до ноември 2000 г. е началник на сектор „Охранителна полиция“ в Първо РПУ на СДВР. Между ноември 2000 и 2007 г. е заместник-началник на направление „Охранителна полиция“ и командир на „Полицейски сили за охрана“. В периода 2007 – февруари 2009 г. е заместник-директор на началник на отдел „Охрана на обекти, мероприятия и специални операции“ към Главна дирекция „Жандармерия“. След това до април 2010 г. е заместник-директор на Дирекция „Жандармерия“ към Главна дирекция „Охранителна полиция“. От април 2010 г. е заместник-директор на Дирекция „Специализирани полицейски сили“ към Главна дирекция „Охранителна полиция“ – МВР. На 31 януари 2014 г. става директор на Дирекцията. От 2016 г. е директор на дирекция „Жандармерия“.
От 01 октомври 2020 г. до 27 май 2021 г. е главен директор на Главна дирекция „Жандармерия, специални операции и борба с тероризма“.